# Mörrums GoIS
Mörrum Gymnastik och Idrott Sällskap är en idrottsförening från Mörrum, Karlshamns kommun i Blekinge. Föreningen bildades 1925 på initiativ av ortens tidningar. Från början ägnade sig föreningen bara åt fotboll och gymnastik. Föreningen bestod av olika sektioner som 1987 ombildades till egna föreningar medan moderföreningen Mörrums GoIS blev en alliansförening.  Ishockeysektionen har varit framgångsrik och spelat flera säsonger i Allsvenskan. 
De olika föreningarna under Mörrums GoIS:s paraply är:
- Mörrums GoIS FK - fotboll
- Mörrums GoIS BTK - bordtennis
- Mörrums GoIS Motionsklubb
- Mörrums GoIS HK - handboll
- Mörrums GoIS IK - ishockey
- Mörrums GoIS TK - tennis, f.n. vilande
- Bandyn är nerlagd till förmån för ishockeyn.